# Newton and Haceby
Newton and Haceby est une paroisse civile du Lincolnshire, en Angleterre.